# Cantonul Seyssel (Haute-Savoie)
Cantonul Seyssel (Haute-Savoie) este un canton din arondismentul Saint-Julien-en-Genevois, departamentul Haute-Savoie, regiunea Rhône-Alpes, Franța.

## Comune
- Bassy : 328 locuitori
- Challonges : 337 locuitori
- Chêne-en-Semine : 257 locuitori
- Clermont : 331 locuitori
- Desingy : 603 locuitori
- Droisy : 71 locuitori
- Franclens : 335 locuitori
- Menthonnex-sous-Clermont : 509 locuitori
- Saint-Germain-sur-Rhône : 305 locuitori
- Seyssel : 1 793 locuitori (reședință)
- Usinens : 255 locuitori